# A (kana)
あ in hiragana o ア in katakana (traslitterato: a) è una lettera del kana giapponese e rappresenta una mora. あ è basato sulla scrittura corsiva dell'est-Asia del kanji. 安 e ア proviene dai radicali giapponesi del kanji 阿.  Nel moderno sistema alfabetico giapponese esso occupa la prima posizione nell'alfabeto, prima di い. Inoltre è la 36ª lettera nell'Iroha, dopo di て e prima di さ. Esso è anche una derivazione della lettera "no" dell'hiragana combinato con una croce. Il codice Unicode per あ è U+3042 e quello per ア è U+30A2. 
La fonologia della lettera è normalmente trascritta con [a]; più precisamente è [a̟] o [ɑ̠].
| Forma                          | Rōmaji   | Hiragana        | Katakana        |
| ------------------------------ | -------- | --------------- | --------------- |
| Normale a/i/u/e/o (あ行 a-gyō) | a        | あ              | ア              |
| Normale a/i/u/e/o (あ行 a-gyō) | aa, ah ā | ああ, あぁ あー | アア, アァ アー |

## Derivazioni
Il simbolo katakana ア deriva, tramite il man'yōgana, dal kanji 阿. Il simbolo hiragana あ deriva invece dal kanji 安.

## Altre forme
La versione diminutiva del kana (ぁ, ァ) è usata per esprimere un suono non appartenente alla lingua giapponese come ad esempio ファ (fa).

## Scrittura

### Hiragana
あ è composto da tre tratti:

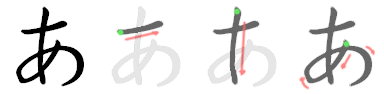
Stile di scrittura di あ

1. Un tratto orizzontale tracciato da sinistra verso destra, nella parte superiore
2. Un tratto verticale che parte da un punto più in alto rispetto al primo e che lo incrocia al centro.
3. Il tratto del simbolo hiragana の leggermente appiattito, posto al di sotto del primo tratto.

### Katakana
ア è composto da due tratti:

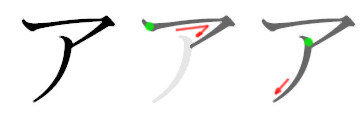
Stile di scrittura di ア

1. Nella parte superiore una linea inizialmente orizzontale da sinistra verso destra che poi si incurva verso il basso ritornando verso sinistra
2. Al termine del primo tratto, una curva che procede ancora verso sinistra e verso il basso.

## Rappresentazione in altri sistemi di scrittura
Nel linguaggio Braille giapponese, あ o ア è rappresentata con:
| ●  | － |
| － | － |
| － | － |

Il Codice Wabun per あ o ア, è －－・－－.
Nell'alfabeto fonetico giapponese, si direbbe "朝日のア" (Asahi no A.)